# Elaphoglossum nigrescens
Elaphoglossum nigrescens är en träjonväxtart som först beskrevs av William Jackson Hooker, och fick sitt nu gällande namn av Moore och Friedrich Ludwig Diels. Elaphoglossum nigrescens ingår i släktet Elaphoglossum och familjen Dryopteridaceae. Inga underarter finns listade.